# 소 요시토시
소 요시토시(일본어: 宗 義智, 에이로쿠 11년(1568년) ~ 게이초 20년 1월 3일(1615년 1월 31일))는 아즈치모모야마 시대부터 에도 시대 전기에 걸쳐 활약한 무장, 다이묘이다. 소씨 가문의 제20대 당주이며 쓰시마 후추번의 초대 번주이다.

## 생애

### 가독상속
에이로쿠(永祿) 11년(1568년) 소 마사모리의 넷째(다섯째라는 설도) 아들로 태어났다. 초명인 아키카게(昭景)로 무로마치 막부 제15대(마지막) 쇼군 아시카가 요시아키로부터 이름 한 자를 받은 것이었다. 후에 도요토미 히데요시로부터 히데요시의 예전 성이었던 하시바(羽柴)라는 성과 이름의 요시(吉)라는 한자를 받아 하시바 요시토시(羽柴吉智)로 개명하였다.
제17대 당주 소 요시시게는 이복동생 마사모리의 장자이자 요시토시의 형이었던 시게나오를 양자로 맞아 가독을 물려주었지만 시게나오는 요절했고, 이를 대신하여 다시 시게나오의 손아랫동생 요시즈미를 양자로 들여 가독을 물려주었지만 요시즈미마저 요절하자, 덴쇼 7년(1579년) 1월에 요시토시를 양자로 삼고 가독을 넘겨주었다. 이로써 요시토시가 소씨 가문 제19대 당주가 되었다.

### 조선과의 교섭
덴쇼 14년(1586년) 4월 16일 쓰시마 도주 소 요시시게에게 앞서 하시바 히데요시(羽柴秀吉)에게 보낸 서장과 범 가죽, 표범 가죽 각기 10장에 대한 히데요시의 답장과 함께, 가까운 시일 내로 규슈 평정을 위해 쓰시마로 갈 것이라는 소식이 전해졌고, 더불어 장차 조선으로 가게 될(공격할) 일본군을 충심으로 도우라는 명령이 내려졌다. 이듬해 15년(1587년) 5월 규슈로 내려온 히데요시에게 소 요시시게는 슈고다이(守護代) 사쓰 카게미쓰(佐須景滿)와 가신 야나가와 시게노부, 유즈야 야스히로 등을 보냈고, 정계에서 물러나 있던 양부 요시시게가 당주로 복귀하면서 요시토시는 일시 물러난다.
6월에 요시시게 본인과 아들 요시토시가 함께 하코자키로 가서 히데요시를 만났는데, 히데요시는 소 요시시게 부자를 만난 자리에서 소 씨의 쓰시마 지배를 인정하면서 조선 왕을 일본의 교토로 오도록 교섭할 것과 그 결과에 따라 조선으로 출병할 수도 있음을 밝혔다. 요시토시는 장인인 고니시 유키나가와 마찬가지로 전쟁을 막고자 했다. 쓰시마측에서는 유즈야 야스히로를 정사, 초주인의 승려 산가이(三玄)를 부사로 하는 일본국왕사를 꾸려 히데요시의 국서를 조선측으로 보냈지만, 조선측은 거절하였다. 소 요시시게는 이 해 말에 사망하고, 요시시게의 뒤를 이어 요시토시가 다시 소 가문의 당주가 되었다.
덴쇼 16년(1588년) 봄에 소 요시토시는 몸소 교토로 가서 히데요시를 만나 자신이 조선에 건너가 교섭하겠다고 밝힌 뒤, 6월에 하카타 세이후쿠지의 승려 게이테쓰 겐소를 정사, 요시토시 자신이 부사가 되어 하카타의 상인 시마이 소시쓰(島井宗室) 등을 데리고 조선으로 건너가, 한양 창덕궁 인정전에서 조선의 국왕 선조를 알현하고 교섭한 끝에 1589년 조선측의 통신사 파견이 결정되었다.
덴쇼 18년(1590년) 11월 조선의 첨지중추부사(僉知中樞府事) 황윤길을 정사, 김성일을 부사로 하고 서장관(書狀官) 허성, 수행무관 황진(黃進)이 포함된 조선통신사가 일본을 방문했다. 히데요시는 이들 사신을 통해 조선이 명나라를 정복하는 사업의 선도역을 맡을 것을 명했지만, 조선은 개창 이래 명의 책봉국을 자처했을 뿐 아니라 도요토미 히데요시의 명 정복 사업의 선도역이 곧 조선에 대한 군사적 침략으로 이어질 것이기에 그 요청을 승낙할 리 없었다.
이들 조선 통신사들은 히데요시의 생각과 달리 일본 전국 통일에 대한 축하사절로써 파견된 것이었는데, 조선에 복속하라고 전하도록 명한 히데요시의 명령에 요시토시는 조선에 복속이 아니라 축하 사절을 보내줄 것을 요청해 놓고 히데요시에게는 이를 복속 사절로 속여 알현시킨 것이었다. 또한 조선이 받아들일 리 없는 일본의 명 공격의 선도역 명령을 조선에 전달해야 하는 난처한 입장에 놓인 요시토시는 히데요시의 명령이었던 정명가도(征明假道, 명을 치고자 하니 길을 빌려 달라)를 가도입명(假途入明, 명으로 가는 길을 주선해 달라)으로 바꾸어 조선에 전했고 이마저도 실현되지 않았다.

### 임진왜란
조선과의 교섭은 결과적으로 실패하였고, 덴쇼 20년(1592년) 장인 고니시 유키나가의 제1대에 속해 일본군의 최선봉으로서 싸웠다.
| 장수 이름                 | 병력     |
| ------------------------- | -------- |
| 고니시 유키나가(小西行長) | 11,000명 |
| 소 요시토시(宗義智)       | 1,000명  |
| 마쓰라 시게노부(松浦鎮信) | 3,000명  |
| 아리마 하루노부(有馬晴信) | 2,000명  |
| 오무라 요시아키(大村喜前) | 1,000명  |
| 고토 스미하루(五島純玄)   | 700명    |
| 총계                      | 18,700명 |

이 때 소 요시토시는 굉장히 난처했는데 쓰시마라는 영토 특성상 조선의 부산과는 어쩔 수 없이 교역을 해야 했고 경제의 상당부분을 조선에 의존하면서 살아왔는데 그런 조선을 공격한다는 것 자체가 소 요시토시의 밥줄을 절단하는 행동이었다. 그래서 정작 침략해서 부산진, 동래 등을 격파해도 소 요시토시는 기분이 별로 좋지 않았다.
4월 12일, 요시토시는 1,000명의 군세를 이끌고 쓰시마 북단의 오우라(大浦)를 출항해 부산진에 상륙하였다. 13일에 총공격을 개시하여 다음날인 14일에 동래, 15일에 기장, 경상좌수영, 16일에 양산, 17일에 밀양, 그 후에 대구, 인동, 선산을 차례차례로 공략하고, 26일에 경상도순변사 이일(李鎰)을 상주에서 격파하였으며, 27일에 경상도를 넘어 충청도로 진군, 탄금대에서 요격하려던 신립의 조선군을 괴멸시켜 충주를 공략하였다. 또 경기도로 나아가 음력 5월 1일에 여주 공략 후, 2일에 용진을 거쳐 한성 흥인지문(동대문) 앞에 도착한 후, 3일에는 수도 한성에 입성하였다.
그 후, 여러 장수들과 한성회의를 한 후, 5월 11일부터 요시토시는 한층 더 북쪽을 향해 진격(장인인 고니시는 서북쪽으로 향했다), 18일에 임진강에서 김명원 등의 조선군을 격파하였고, 27일에 개성 공략, 황해도의 서흥, 평산(平山), 황주, 중화(中和)를 차례로 공략하며 평안도의 중심지였던 평양으로 나아갔다. 일본군은 6월 10일에 대동강 남단까지 도달하였으며, 14일에는 평양에 입성, 다음날인 15일에 모란봉에 올랐다.
평양을 점령한 일본군은 7월 16일 평양을 공격해 온 명의 요동 부총병 조승훈을 격퇴하고, 이때 소 요시토시가 고니시 유키나가와 함께 패주하는 명군을 추격해 명군의 장수 사유(史儒), 천총(千総) 장국충, 마세륭 등을 죽였다. 29일 이원익의 조선군이 평양을 공략하지만, 이 또한 격퇴하였다. 그러나 일본군은 평양에서 더 진군하지 못하게 되는데, 해상으로 수송하기로 되어 있던 보급 물자가 조선의 전라좌수사 이순신 등이 이끄는 조선 수군에 가로막혀 도착하지 못했기 때문이었다. 9월에 명의 유격 심유경이 고니시 유키나가에게 서한을 보내 화의를 타진하였으며, 이에 고니시 유키나가의 명에 따라 소 요시토시는 승려 겐소와 교대로 심유경을 찾아가 그와 담판하였다.
분로쿠 2년(1593년) 음력 1월 7일, 명의 요동군제독 이여송의 약 4만의 명군과 조선의 김명원이 거느린 1만 조선군이 평양을 공격하였다. 명군이 평양성의 성문을 돌파하자 일본군은 북부 구릉지역의 진지로 퇴각하였다. 이에 이여송은 "퇴로를 주겠으니 성을 양도하라"라고 통보하였고, 일본군은 이것을 수락하고 남쪽을 향해 철퇴를 개시하지만, 조명연합군의 추격도 있어 어려운 퇴피행이 되었다. 한성을 탈환하기 위한 조선군을 도와 밀고 내려오는 명군에 맞서 일본군은 여러 방면의 각 군을 한성에 결집하고, 고바야카와 다카카게, 다치바나 무네시게 등이 벽제관에서 명군을 저지하는데 성공했다(벽제관 전투). 이여송의 명군은 벽제관 패전으로 위축되었고 일본군도 군량이 다 떨어진 상황에서 양측은 4월 다시금 화의 교섭을 시도했는데(조선측의 의사는 반영되지 않았다) 명의 심유경이 한양에 있던 고니시 유키나가와 소 요시토시를 찾아와 먼저 교섭을 제의했고, 군감 이시다 미쓰나리도 동의하였다. 5월 8일 고니시 유키나가와 소 요시토시 그리고 명의 사절 두 사람이 나고야에 도착, 23일에 히데요시를 만나 화친 의사를 밝혔다. 이 무렵 일본군은 부산 인근까지 철수해 왜성을 쌓고 농성 중이었다.
양측의 교섭은 우선 히데요시의 과도한 요구(조선의 8도 가운데 4도를 일본에 할양한다거나 명의 황녀를 일본 천황의 후궁으로 보낸다는 등의) 때문에 성사되기 어려웠고, 애초에 일본에 온 명의 사절도 실제로 명의 황제 신종이 보낸 정식 사절이 아니라 고니시 유키나가와 심유경 등이 조작한 가짜 사절이었다. 이듬해 고니시 유키나가의 가신인 나이토 조안(內藤如安)과 소 요시토시의 외교승 겐소를 각각 정사와 부사로 하는 일본 사신단이 명의 수도 북경에 닿았고, 이들이 바친 국서의 내용은 명의 입장을 거스르는 부분을 빼거나 뜯어고친 것이었다.
명측 강화 담당자인 심유경의 부족한 됨됨이와 이런 기만행위를 동반한 교섭은 아무 성과 없이 각국에 혼란만 야기시켰고, 게이초 원년(1596년) 정월 명 신종이 도요토미 히데요시를 일본국왕으로 책봉한다는 명목으로 보낸 정사 이방정(李方亭) 등이 오사카성에서 도요토미 히데요시를 알현하는 자리에서 화의 교섭 자체가 고니시 유키나가와 심유경 등이 주도한 사기극이었음이 탄로가 나는 바람에 교섭은 결렬되었다.
게이초 2년(1597년) 정유재란이 일어나자, 요시토시는 좌군에 속해 참진하였다. 5월 1일에 도요토미 히데요시는 조선 남부의 거제도를 소 요시토시에게 영지로 주었다. 일본군은 우선 서쪽으로 조선의 곡창지대인 호남을 목표로 진격, 8월 13일 남원성 공략을 개시하였고, 4일째에 성을 함락시킨다. 이어 호남의 중심지인 전주를 점령하고. 전라도를 제압했다. 하지만 그 뒤, 겨울을 앞에 두고 후퇴해야 했고, 소 요시토시는 12월 거제를 떠나 남해왜성에 머물렀다(고니시 유키나가는 순천왜성에 머물렀다). 명군에게 요충지를 제압당한데다 조선 각지에서 의병들이 일어나고, 울돌목 전투 이후 조선의 수군통제사 이순신이 거느린 조선 수군에 의해 다시금 바닷길을 빼앗긴 상태에서 일본군은 부산진을 중심으로 영남 해안에 수축된 왜성에서 농성하는 정도에 그칠 뿐이었다.
게이초 3년(1598년) 8월 18일 히데요시가 후시미성에서 사망했다. 히데요시의 유언에 따라 도쿠가와 이에야스 이하 오대로의 연명으로 조선에 파견된 일본군에 대한 10월 15일부로의 귀국 명령이 하달되었다. 철수 명령이 내려지기 전인 9월에 고니시 유키나가가 있던 순천왜성은 명군에게 공격당했고, 울산왜성의 가토 기요마사도 조명연합군에 의해 포위되었다. 소 요시토시는 유키나가와 창선도에서 만나 함께 귀국할 예정이었지만, 이때 순천왜성에 주둔하고 있던 고니시 유키나가, 야나가와 시게노부, 아리마 하루노부, 오무라 요시아키, 고토 스미하루 5제장은 이순신과 진린의 조명연합수군에 퇴각로가 저지되어 순천에서 움직일 수 없었다. 이것을 본 소 요시토시는, 시마즈 요시히로, 다치바나 무네시게, 다치바나 나오쓰구, 데라자와 히로타카 등과 함께 순천에 갇힌 일본군을 구원하러 출진하였고, 노량해협에서 매복하고 있던 조명수군과 교전하였고 유키나가 등은 이를 이용하여 탈출에 성공하였다(노량해전). 요시토시는 유키나가와 함께 부산을 거쳐 귀국하였다.

### 세키가하라 전투와 조선과의 국교 재개
쓰시마로 철수한 직후, 소 요시토시는 조선에 대한 국교 재개 요청에 매달렸다. 일본군 철수가 완료되자 가신 가게하시 시치다유(梯七大夫)와 요시조에 사콘(吉副左根)을 조선에 특사로 파견했지만 이들은 명군에 붙들려 돌아오지 못했고, 게이초 2년(1597년) 유타니 야스케 외 결사대 8명을 다시 보냈지만 이들 또한 돌아오지 않았다. 네 번째로 보낸 사절 이시다 진고에몬이 받은 조선측 변장의 답장에는 명군이 조선군에 대한 지휘권까지 가진 채 지배하고 있는 조선군 사정과 7년에 걸친 전쟁으로 인한 조선측의 뿌리박힌 원한이 전해졌을 뿐이었다.
게이초 5년(1600년) 요시토시는 세키가하라 전투에서 유키나가를 따라 서군에 속해 후시미 성 공격에 참진하였고, 오쓰 성 공략과 세키가하라 전투에 소 요시토시는 자신의 가신을 대신 출진시켰다. 그러나 세키가하라에서 동군이 승리하고 서군의 다이묘 대부분은 영지가 몰수되거나 죽임을 당하였다. 요시토시의 장인이었던 고니시 유키나가 역시 서군 소속 다이묘인 이시다 미쓰나리, 안코쿠지 에케이 등과 함께 조리돌림당하고 참형에 처해졌다.
도쿠가와 이에야스는 소 요시토시를 특별히 살려주는 대신 고니시 유키나가와의 관계를 완전히 끊을 것과 함께 조선과의 국교 재개를 요구했다. 소 요시토시는 이에야스의 명에 따라 고니시 유키나가의 딸 다에(妙)와 이혼 하고, 조선측에 거듭 사신을 보내 국교 재개를 요청했다.
게이초 6년(1601년) 쓰시마에서 보낸 다치바나노 도시마사(橘智正)가 이듬해 정월 조선에서 사신 손문욱을 파견하고, 게이초 9년(1604년) 8월 조선에서 회답 겸 쇄환사로써 승려 유정(사명당)과 손문욱이 쓰시마에 와서 쓰시마 사람이 부산에 와서 무역하는 것을 허가하는 문서를 전달했다. 유정은 이듬해 4월 교토의 후시미 성에서 이에야스와 히데타다와 회견하였고, 가을에 소 요시토시는 다시 부산에 사절을 보내 도쿠가와 이에야스가 조선의 통신사 파견을 요청하고 있음을 전했다. 조선 조정은 전계신을 쓰시마에 보내 통신사 파견의 조건으로 이에야스가 먼저 국서를 보낼 것과 앞서 조선에서 선정릉을 도굴한 범인을 잡아 보낼 것을 요구했다. 일본측이 먼저 조선에 국서를 보낸다는 것은 일본측에서 화해를 요청하는 것으로 일본측이 일으킨 전쟁을 조선측에 사죄한다는 의미였고, 선정릉을 도굴한 범인을 잡기란 어려운 일이었다. 11월 12일 쓰시마측의 다치바나노 토모마사가 이에야스의 서계와 함께 마고사구(麻古沙九)와 마다화지(麻多化之) 두 사람을 선정릉을 도굴한 범인으로 잡아 보냈는데, 공초에서 이들은 자신들은 조선에 와본 적도 없고, 조선에 오기는 했지만 부산 바깥으로는 나가본 적도 없는데 토모마사가 자신들을 범릉(犯陵) 죄인으로 속여 보냈다고 밝혔지만, 조선측은 더 문제삼지 않고 이들을 처형하고 일본에 회답 겸 쇄환사를 보내기로 결정하였다.
게이초 12년(1607년) 여우길을 정사, 경섬을 부사, 정호관을 서장관으로 하는 조선의 회답 겸 쇄환사는 2월 말에 부산을 출발, 3월 3일에 후추에 도착하였다. 오사카와 교토를 거쳐 5월 하순에 에도에 도착해 6월 6일 쇼군 히데타다를 알현하고, 11일에 쇼군 히데타다의 조선국왕에 대한 회답 서계가 조선 사절의 숙관으로 전달되었는데, 거기에는 원수충(源秀忠)이라는 붉은 도장만 찍혀 있을 뿐 일본국왕이라는 칭호는 쓰여 있지 않았다. 이보다 앞서 쓰시마를 거쳐 조선에 전달된 이에야스의 국서는 일본국왕이라는 도장과 함께 원가강(源家康)이라는 서명이 되어 있었는데, 이는 과거 무로마치 막부의 아시카가 쇼군의 선례를 따른 것으로 일본국왕과 조선국왕을 대등하게 다룬 교린의 형태이자 쓰시마에서 아시카가 쇼군이 대조선 외교에서 과거 사용했던 도장과 조선국왕의 국서에 찍힌 도장을 위조해 꾸민 것으로 해석되고 있다. 이들 조선측 회답 겸 쇄환사와 일본측 사이에 게이초 14년(1609년) 기유약조가 맺어지고, 양국의 국교는 정상화되었다.
1617년과 1624년의 조선측 회답 겸 쇄환사 파견의 발단이 된 서계 역시 쓰시마에서 위조한 것이었는데, 여기에는 쓰시마 후추번의 가신이었던 야나가와 시게노부(柳川調信)의 아들인 도시나가(智永)와 그 가신인 마쓰오 시치우에몬(松尾七右衛門) · 시마가와 다쿠미(島川內匠) 그리고 조선측 사절 가운데 박대근(朴大根)이라는 인물이 관계되어 있었던 것으로 알려져 있다. 1636년에 이르러서야 쓰시마에서 양국 국서를 위조해온 것이 발각되었고, 국서 위조의 책임자로 지목된 도시나가의 아들 시게오키(調興)는 쓰가루 지역으로 유배되었으며 시마가와 다쿠미와 마쓰오 시치우에몬은 사형에 처해졌고, 야나가와 집안의 보리사였던 류방원도 폐쇄되고 그곳에 모셔져 있던 야나가와 시게노부 · 도시나가 부자의 묘소도 흔적도 없이 사라지고 말았다(야나가와 잇켄).

### 말년
이에야스로부터 임진왜란 및 정유재란으로 인한 조선과의 악화된 관계를 수복하라는 명령을 받은 요시토시는 게이초 14년(1609년)에 조선과의 기유약조를 맺어 국교를 회복하였다. 이 공적을 이에야스로부터 인정받아 소 가문은 막부로부터 독립한 기관으로 조선과의 독점적 무역권리를 인정받았으며, 소 요시토시는 도쿠가와 이에야스에 의해 다른 다이묘들에게 1년에 한 번으로 정해진 산킨코다이를 3년에 한 번 하도록 해 주었다(다만 이는 요시토시 이후 후추 번주들에게는 해당되지 않는 것이었다).
게이초 20년(1615년) 음력 1월 3일 향년 48세의 나이로 세상을 떠났다. 후계는 장남 요시나리가 이었다.

## 인물
- 조선측 기록에서는 대체로 쓰시마나 그 영주인 소 씨에 대해 부정적인 평가를 내렸다. 《선조실록》(宣祖實錄)에는 세키가하라 전투가 있고 3년 뒤인 선조 36년(1603년) 6월 갑오(9일)조에는 세키가하라 전투 이후의 일본의 정세를 언급하면서 "소 요시토시는 고니시 유키나가의 사위였는데 제 아내를 내쫓고 도쿠가와 이에야스에게 가서 붙었고, 다이라 시게노부(平調信)[4]는 고니시 유키나가의 모주(謀主)였기로 어떤 일을 기회로 납총(納寵)하려 하여 이에야스와 기요마사 사이를 오가며 갖은 말을 늘어놓는다는 것입니다. 소 요시토시와 다이라 시게노부는 왜적들 중에서도 매우 교활한 자들로, 거주하고 있는 곳도 우리의 지경과 밀접하게 가깝습니다. 강화 요청을 핑계삼아 자주 사람을 보내 바다를 건너와 간곡한 정성을 다하기도 하고 멋대로 공갈 협박을 하기도 하며, 몰래 쾌속선을 내보내 사람을 약탈하기도 하고 그들 섬의 왜인들로 하여금 투항해서 굶주리고 있음을 고하게도 하여, 변태가 종잡을 수 없으므로 더욱 측량하기가 어렵습니다. 빈번하게 왔다갔다 하면서 탐색이 갈수록 급박해지고 말을 바꾸어 가면서 계책을 더욱 깊이 쓰고 있습니다. 그들이 꺼리면서 은밀히 물어보는 것은 매양 중국 장수들이 어느 땅에 머물러 있느냐는 것과 중국군이 과연 본국에 머물러 있으면서 방수(防戌)하느냐는 것이니, 이런 때에 천조(명나라)에서 힘을 내어 구제해주지 않는다면 우리 나라에서 어떻게 스스로 도모하여 큰 실패를 면할 수 있겠습니까."라고 혹평하고 있다.
- 조선과의 전쟁을 회피하려고 한 이유는, 무역에서 얻는 이해관계 외에도 쓰시마 섬이 전쟁의 중간기착지가 되는 것을 꺼려했기 때문이다. 이는 소 요시토시의 성격이 아니라 해도, 쓰시마의 번주의 입장이었다면 어느 누구라 해도 임진왜란을 반대하는 것은 극히 당연하다. 덧붙여 에도 시대에 조선과의 조약으로 소 가문의 쓰시마 번은 번영하였지만, 조선과의 교섭을 서둘러 처리하였기 때문에, 2대 번주 소 요시나리 대에 와서 국서위조가 발각되어 소 가문이 단절될 위기에 몰리기도 하였다.(야나가와 잇켄)
- 기리시탄 다이묘였던 장인 고니시 유키나가의 영향을 받아 가톨릭을 믿었으며 다리오라는 세례명도 가지고 있었다. 임진왜란 당시 일본군 군종 사제 자격으로 방문한 그레고리오 데 세스페데스 신부는 소 요시토시에 대해 "지극히 신중한 젊은이로, 학식이 있고 훌륭한 성격의 소유자"라고 평가하고 있다. 그러나 세키가하라 전투로 고니시 유키나가가 처형된 뒤에는 가톨릭을 더 이상 믿지 않았고, 유키나가의 딸이었던 고니시 다에와도 이혼하였다.
- 쓰시마 자체가 이중국적지 특성을 가진 영지였기 때문에 쓰시마 도주는 일본어와 조선어 모두 능해야만 했다. 이런 특성으로 인해 소 요시토시 역시 조선어를 할 줄 알았다.

## 가계
- 장인 : 고니시 유키나가
  - 처남 : 히데사다(秀貞)
  - 부인 : 다에(妙, 세례명은 마리아 (マリア))

## 등장 작품
한국
- 《임진왜란》 (MBC, 1985년, 배우: 방훈)
- 《왕의 여자》 (SBS, 2003년~2004년, 배우: 김준모)
- 《불멸의 이순신》 (KBS1, 2004년, 배우: 황준원)
- 《징비록》 (KBS1, 2015년, 배우: 조재완)
- 《임진왜란 1592》(KBS1, 2016년, 배우 : 요시무라 켄이치)

### 뮤지컬
- 《이순신》 (2008년, 배우: 장승조)
- 《이순신》 (2010년, 배우: 김순택)

## 같이 보기
- 쓰시마섬
- 쓰시마국
- 쓰시마 후추번
- 조선통신사